# Na Kocourkách
Na Kocourkách este o arie protejată (arie specială de conservare — SAC, sit de importanță comunitară — SCI) din Republica Cehă întinsă pe o suprafață de 2,99 ha, integral pe uscat.

## Localizare
Centrul sitului Na Kocourkách este situat la coordonatele 48°59′56″N 16°14′59″E / 48.998889°N 16.249722°E.

## Înființare
Situl Na Kocourkách a fost declarat sit de importanță comunitară în aprilie 2005 pentru a proteja 2 specii de plante. Situl a fost protejat și ca arie specială de conservare în iulie 2012.

## Biodiversitate
Situată în ecoregiunea panonică, aria protejată conține 1 habitat natural: Pajiști uscate seminaturale și facies de acoperire cu tufișuri pe substraturi calcaroase (Festuco-Brometalia) (* situri importante pentru orhidee).
La baza desemnării sitului se află mai multe specii protejate de  plante (2): Iris humilis, sisinei (Pulsatilla grandis).